# Termitodesmus escherichi
Termitodesmus escherichi är en mångfotingart som beskrevs av Filippo Silvestri 1911. Termitodesmus escherichi ingår i släktet Termitodesmus och familjen Glomeridesmidae. Inga underarter finns listade i Catalogue of Life.